# Yanga (Veracruz)
Yanga es una localidad del estado mexicano de Veracruz. Es cabecera del municipio de Yanga.siendo el primer pueblo de América libre de la esclavitud 

## Demografía
| Censo | Población |
| ----- | --------- |
| 1900  | 1000      |
| 1910  | 1 543     |
| 1921  | 1 140     |
| 1930  | 1 699     |
| 1940  | 1 524     |
| 1950  | 2 480     |
| 1960  | 3 805     |
| 1970  | 3 843     |
| 1980  | 5 671     |
| 1990  | 5 255     |
| 1995  | 5 252     |
| 2000  | 5 187     |
| 2005  | 4 904     |
| 2010  | 5 598     |
| 2020  | 5 681     |